# Anachlorocurtis
Anachlorocurtis is een geslacht van kreeftachtigen uit de klasse van de Malacostraca (hogere kreeftachtigen).

## Soorten
- Anachlorocurtis commensalis Hayashi, 1975
- Anachlorocurtis occidentalis Horká, De Grave & Ďuriš, 2014